# Arnoldus Strabbe

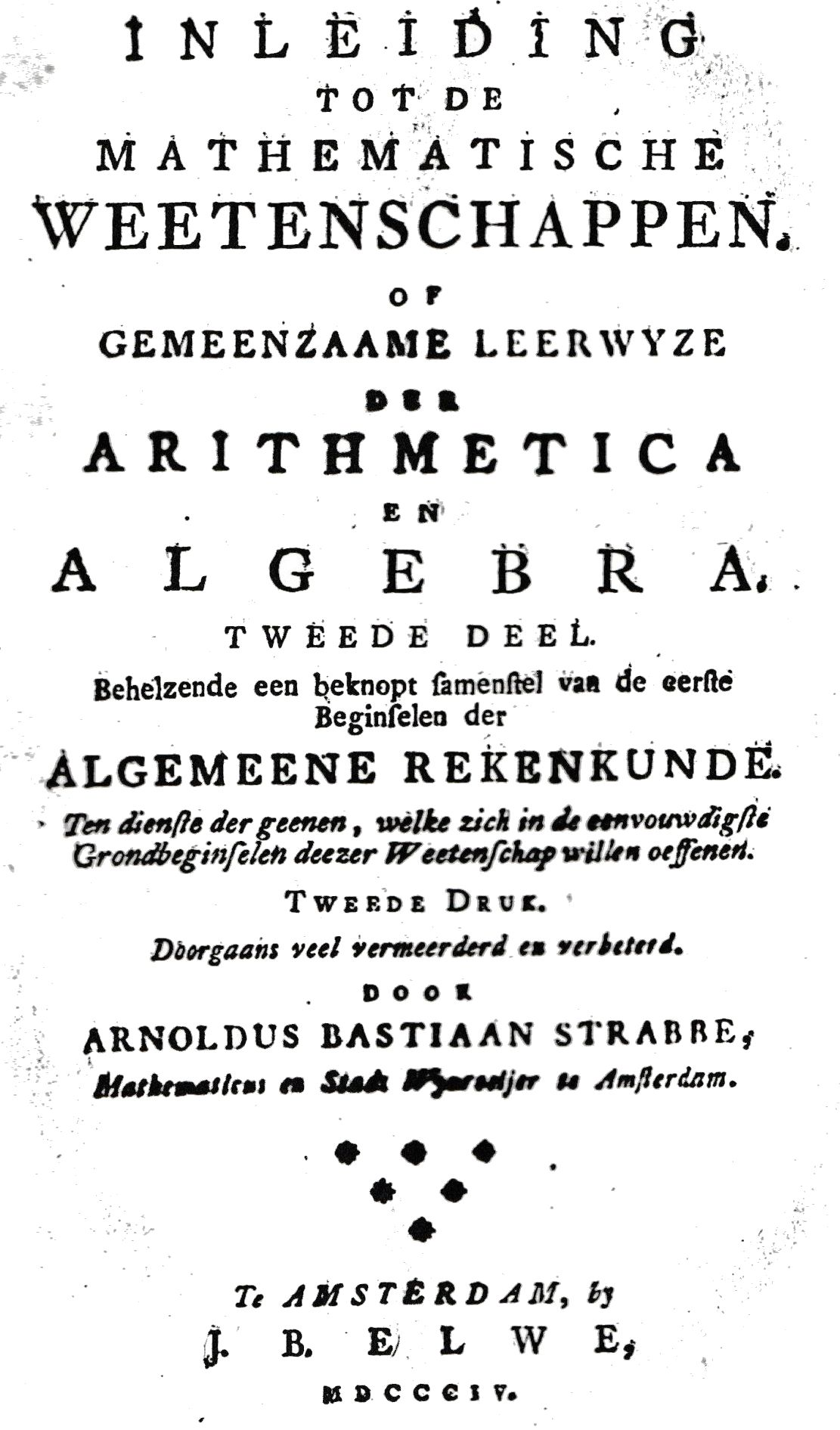
Strabbes Arithmetica, deel 2 (1804)

Arnoldus Bastiaan Strabbe (Zwolle, 20 juni 1741 – Amsterdam, 26 maart 1805) was boekhouder en ‘leermeester der wiskunst’ in Amsterdam. In 1798 werd hij daar ook aangesteld als stadswijnroeier.

## Levensloop
Rond 1760 vestigde Strabbe zich in Amsterdam, waar hij in verschillende kantoren als boekhouder (in die tijd werd dit beroep ook wel aangeduid als 'rekenmeester') werkzaam was. Buiten zijn werkuren gaf hij ook les in (koopmans)rekenen en wiskunde. Door zelfstudie was hij in staat diverse in het Frans verschenen wis- en sterrenkundige werken te vertalen, en ook te doen uitgeven.
Het was in die tijd ook gebruikelijk dat personen met belangstelling voor de wetenschap zich verenigden in genootschappen. Zo was Strabbe lid van het Mathematische Gesellschaft in Hamburg (opgericht in 1696). Zo’n vereniging bracht meestal ook een tijdschrift uit. Een dergelijk tijdschrift was er toen ook in Nederland: Mathematische Liefhebberye (opgericht in 1754). Toen de uitgave van dit tijdschrift in 1769 stopte, startte Strabbe zijn eigen periodiek: Oeffenschool der Mathematische Weetenschappen. De eerste uitgave verscheen in 1770. Maar dit tijdschrift bestond slechts kort; het stopte in 1772.
In 1778 richtte Strabbe, met het Hamburgse genootschap als voorbeeld, het Genootschap der Mathematische Weetenschappen op, later werd dat Wiskundig Genootschap (sinds 2003 is de naam: Koninklijk Wiskundig Genootschap (KWG)). Het motto van het genootschap was, en is nog steeds: Een onvermoeide arbeid komt alles te boven. In 1779 had Strabbe zoveel leden weten in te schrijven bij het genootschap (hij was secretaris) dat hij het tijdschrift Kunst-Oeffeningen over verscheide nuttige onderwerpen der wiskunde kon gaan uitgeven. Het blad heeft daarna onder Strabbe nog enkele naamswijzigingen ondergaan. Sinds 1875 is de naam van het tijdschrift van het KWG Nieuw Archief voor Wiskunde.
Strabbe zegde, na enkele klachten over zijn handelen en een daarop volgend dreigend royement, in 1804 het lidmaatschap van "zijn" genootschap op.
Strabbe overleed op 26 maart 1805 in Amsterdam en werd op 1 april 1805 begraven op het toenmalige Heiligewegs en Leidsche Kerkhof in Amsterdam.

## Publicaties
Strabbe heeft iets meer dan twintig boeken op zijn naam staan. De belangrijkste daarvan zijn:
- 1760 - Gronden der Algebra; vertaling uit het Frans van een boek van A.C. Clairaut (1713-1765)
- 1760 - Beginselen der Geometrie; idem
- 1769 - Het vernieuwde Licht des Koophandels, of grondig Onderricht in de Koopmans Rekenkunst
- 1771 - Koopmans Onderwijzer
- 1780 - Sterrekundige Tafelen van Zon en Maan, de Planeten, vaste Sterren; vertaling uit het Frans van een boek van J.J.L de Lalande (1732-1807)
- 1782 - De Historie der Wiskunde; vertaling in 4 delen van Histoires des Mathématiques van J.E. Montucla (1725-1799)
- 1794 - Eerste Beginselen van de Arithmetica of Rekenkunst
- 1798 - De Eerste Beginselen der Fluxie-rekening
- 1804 - Grondbeginselen der Driehoeksmeting
- 1806 - Inleiding tot het Koopmans-Boekhouden; postuum
- 1815 - Verzameling van Rekenkunstige Vermakelijkheden; postuum

Citaat bij Beginselen der Geometrie

Aangezien de dorheid der Mathematiſche oefeningen in den aanvang, volgens de gewone manier van onderwyzen, veel al de jonge lieden vermoeit en enigzins afkeerig van dezelven maakt, zo hebben de liefhebbers dezer Studie zich menigwerf bevlytigd, om zodanige wegen in te ſlaan, die den leerlingen aangenamer konnen zyn. Onder deze ſoort van Schriften wordt het bovengemelde werkje van den Heer Clairaut met regt zeer hoog geſchat; als behelzende eene geleidelyke ontvouwing van de Beginſelen der Geometrie, doorgaande opgehelderd, door duidelyke voorbeelden, meerendeels uit het afmeten van Landen en Plaatsen ontleend; het welk den Leerling geſtadig het gebruik der voorgeſtelde kundigheden doet zien, en dus het onderwys een vermaak byzet, dat den geeſt levendig houdt.
— Albert van der Kroe, Amsterdam (1761)

## Externe links

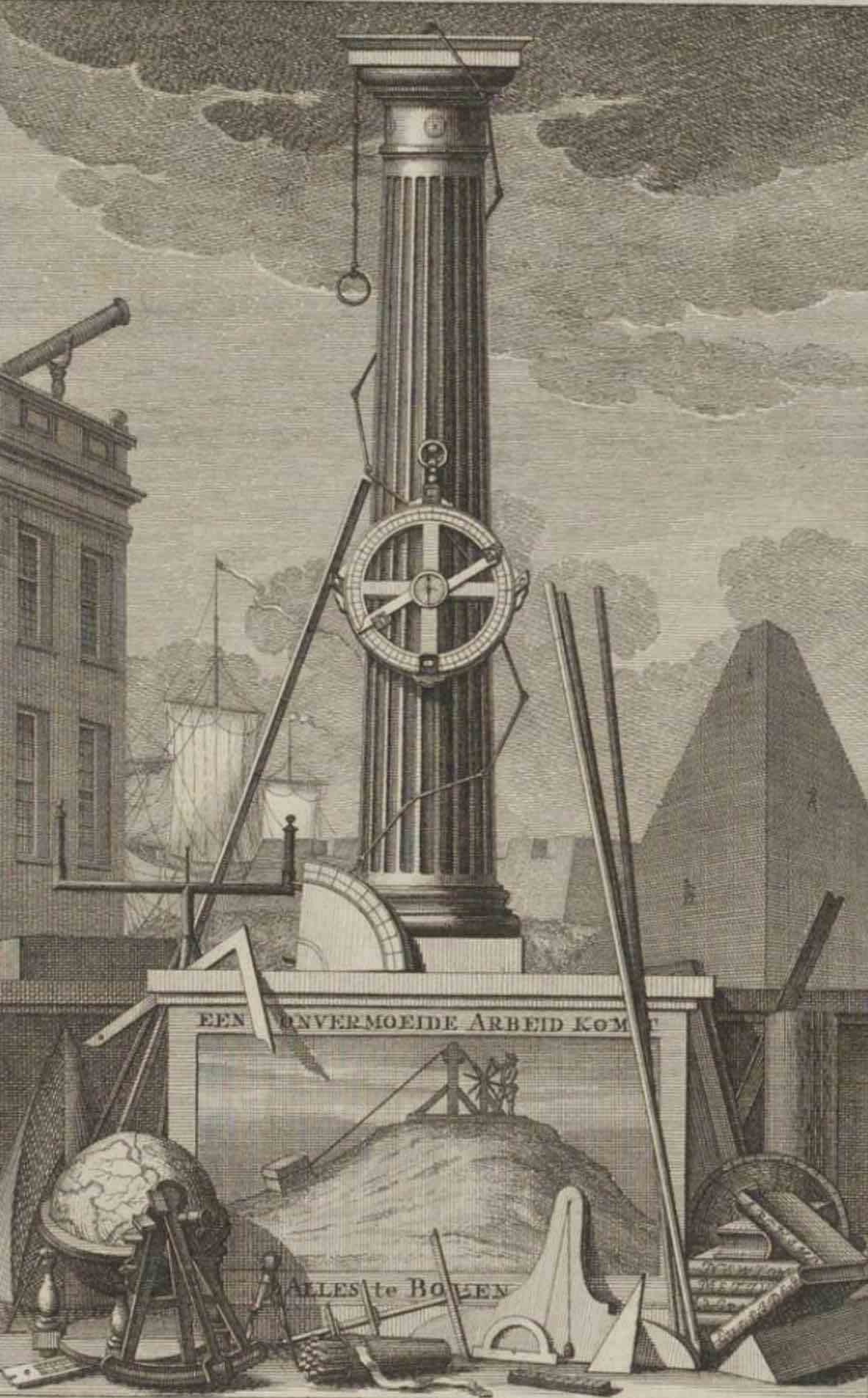
Titelplaat Kunst-Oeffeningen (1779)